# Taraz
Taraz (tiếng Kazakh: Тараз / Taraz) là thủ phủ tỉnh Zhambyl ở miền nam Kazakhstan. Nó nằm trên sông Talas, gần biên giới với Kyrgyzstan. Thành phố có dân số 406.000 người (2009) so với 330.100 người năm 1999, tăng 9% từ năm 1989, là một trong những thành phố có mức tăng dân số nhanh nhất ở quốc gia này, sau Astana và Türkistan. Tên cũ của Taraz gồm có Jambyl hay Zhambyl (tiếng Kazakh: Жамбыл / Jambıl, chi đến năm 1997), Dzhambul (tiếng Nga: Джамбул, cho đến năm 1993), Mirzoyan (tiếng Nga: Мирзоян, cho đến năm 1938), Aulie-Ata (tiếng Nga: Аулие-Ата, Kazakh: Әулие-Ата / Äwlïe-Ata, tiếng Chagatai: اولياه اتا, tiếng Ba Tư: تراز, cho đến năm 1936) và Talas (Талас, cho đến năm 1856).

## Địa lý

### Khí hậu
Taraz có khí hậu bán khô hạn lạnh (phân loại khí hậu Köppen BSk) với ảnh hưởng lục địa đáng kể.
| Dữ liệu khí hậu của Taraz               | Dữ liệu khí hậu của Taraz | Dữ liệu khí hậu của Taraz | Dữ liệu khí hậu của Taraz | Dữ liệu khí hậu của Taraz | Dữ liệu khí hậu của Taraz | Dữ liệu khí hậu của Taraz | Dữ liệu khí hậu của Taraz | Dữ liệu khí hậu của Taraz | Dữ liệu khí hậu của Taraz | Dữ liệu khí hậu của Taraz | Dữ liệu khí hậu của Taraz | Dữ liệu khí hậu của Taraz | Dữ liệu khí hậu của Taraz |
| Tháng                                   | 1                         | 2                         | 3                         | 4                         | 5                         | 6                         | 7                         | 8                         | 9                         | 10                        | 11                        | 12                        | Năm                       |
| --------------------------------------- | ------------------------- | ------------------------- | ------------------------- | ------------------------- | ------------------------- | ------------------------- | ------------------------- | ------------------------- | ------------------------- | ------------------------- | ------------------------- | ------------------------- | ------------------------- |
| Trung bình ngày tối đa °C (°F)          | 0 (32)                    | 2 (36)                    | 11 (52)                   | 20 (68)                   | 28 (82)                   | 32 (90)                   | 35 (95)                   | 32 (90)                   | 27 (81)                   | 19 (66)                   | 9 (48)                    | 1 (34)                    | 18 (64)                   |
| Tối thiểu trung bình ngày °C (°F)       | −10 (14)                  | −7 (19)                   | −1 (30)                   | 6 (43)                    | 11 (52)                   | 16 (61)                   | 18 (64)                   | 16 (61)                   | 10 (50)                   | 2 (36)                    | −4 (25)                   | −8 (18)                   | 4 (39)                    |
| Lượng Giáng thủy trung bình mm (inches) | 25 (1.0)                  | 27 (1.1)                  | 30 (1.2)                  | 35 (1.4)                  | 25 (1.0)                  | 10 (0.4)                  | 5 (0.2)                   | 5 (0.2)                   | 5 (0.2)                   | 15 (0.6)                  | 25 (1.0)                  | 35 (1.4)                  | 242 (9.5)                 |
| Nguồn: Svali.ru                         |                           |                           |                           |                           |                           |                           |                           |                           |                           |                           |                           |                           |                           |

## Thể thao
Thành phố có câu lạc bộ bóng đá FC Taraz hiện đang thi đấu ở Giải Ngoại hạng Kazakhstan.